# Pëtr Alekseevič Skokov
Pëtr Alekseevič Skokov, anche Pjotr Aleksejevich Skokov, Skokof e Skohoff (in russo Пётр Алексеевич Скоков?; San Pietroburgo, 1758 – San Pietroburgo, 4 ottobre 1817), è stato un compositore russo, attivo in particolare a Napoli tra il 1782 e il 1789.

## Biografia

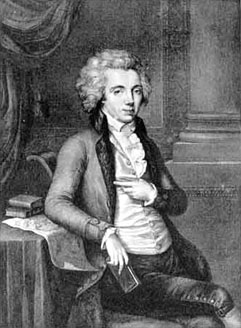
L'ambasciatore russo a Napoli, Pavel Skavronskij, mecenate dello Skokov

Era figlio di un calessiere; studiò presso l'Accademia Russa di Belle Arti della città natale e nel 1774 passò dalla sezione di Architettura a quella di Musica, sotto la guida di Matteo Buini e di Hermann Friedrich Raupach per il clavicembalo. Dopo aver conseguito brillantemente il diploma il 13 agosto 1779, ottenne una borsa di studio di tre anni per il perfezionamento della sua formazione in Italia; giunto a Bologna, ebbe contatti col celebre padre Martini, il massimo teorico della musica del tempo.
Ma la sua meta era Napoli; vi dimorava stabilmente di certo già nel 1782, quando musicò una cantata per l'arrivo nella città partenopea del granduca di Russia e futuro zar, Pavel Petrovič.
Successivamente fu legato al circolo culturale sorto nella residenza dell'ambasciatore russo a Napoli, il conte Pavel Martynovič Skavronskij (1757-1794), appassionato e dilettante di musica, forse il suo mecenate. In casa Skavronskij il 2 febbraio 1787 avvenne infatti probabilmente l'esecuzione della festa teatrale, L'asilo d'amore, da lui musicata su un vecchio libretto di Metastasio.
L'anno successivo realizzò la sua composizione più importante, Il Rinaldo, dramma per musica in due atti su libretto di Carlo Sernicola presentato in prima assoluta nel Real Teatro San Carlo di Napoli il giorno 4 novembre 1788, per l'onomastico di Carlo III di Spagna. Si trattava di una versione, profondamente rinnovata (anche per la diversa tipologia di esecutori disponibili nel teatro napoletano), del Renaud di Antonio Sacchini. In una nota manoscritta apposta su una copia del libretto, viene ricordato che per quel lavoro il musicista russo fu ricompensato dal dedicatario, il re di Napoli Ferdinando IV, al pari di un compositore di altissimo livello.
Del 1789 è una sua cantata a quattro voci e coro (su testo ancora di Carlo Sernicola) composta in occasione della presa di Očakov da parte dell'esercito russo al comando del generale Grigorij Aleksandrovič Potëmkin ed eseguita il 23 gennaio 1789 ancora nell'abitazione dell'ambasciatore russo Skavronskij.
Intorno al 1791 Skokov ritornò a Pietroburgo; non si hanno notizie precise di una sua attività di compositore negli anni di permanenza in Russia, a parte una cantata in onore della zarina Caterina II di Russia eseguita l'11 marzo 1794 e alcune composizioni di musica sacra (cori a cappella) datati tra il 1786 e il 1800. In seguito ricoprì l'incarico di insegnante di canto alla Scuola Teatrale tra il 1806 e il 1812.
Morì indigente nel 1817 a Pietroburgo.